# Dave Schultz (hockey sur glace)
Pour les articles homonymes, voir Dave Schultz et Schultz.
Dave Schultz (né le 14 octobre 1949 à Waldheim, dans la province de Saskatchewan, au Canada) est un joueur professionnel canadien de hockey sur glace qui évoluait au poste d'ailier gauche.

## Biographie
Repêché par les Flyers de Philadelphie au 52e rang lors de la cinquième ronde du repêchage amateur de la LNH 1969, Dave Schultz commence sa carrière professionnelle en 1969-1970 avec les Rebels de Salem de l'Eastern Hockey League.
Après trois saisons dans la Ligue américaine de hockey, il joue son premier match dans la LNH en jouant un match des Flyers lors de la saison 1971-1972.
Considéré comme un homme fort, il réalise, en 1974-1975, le record du plus grand nombre de minutes de pénalité sur une saison avec 472 minutes dans le banc de pénalité. Il gagne également la Coupe Stanley avec les Flyers en 1974 et en 1975.
Schlutz a joué par la suite pour les Kings de Los Angeles, les Penguins de Pittsburgh et les Sabres de Buffalo. Il termine sa carrière en jouant la saison 1979-1980 avec les Americans de Rochester de la LAH.
En 535 matchs dans la LNH, il a réalisé 79 buts et 121 aides pour 200 points en plus d'accumuler 2 294 minutes de pénalité.

## Statistiques
| Saison     | Équipe                 | Ligue      |     | Saison régulière | Saison régulière | Saison régulière | Saison régulière | Saison régulière |   | Séries éliminatoires | Séries éliminatoires | Séries éliminatoires | Séries éliminatoires | Séries éliminatoires |
| Saison     | Équipe                 | Ligue      | PJ  | B                | A                | Pts              | Pun              | PJ               | B | A                    | Pts                  | Pun                  |                      |                      |
| 1969-1970  | Rebels de Salem        | EHL        | 67  | 32               | 37               | 69               | 356              | 5                | 2 | 3                    | 5                    | 23                   |                      |                      |
| 1969-1970  | As de Québec           | LAH        | 8   | 0                | 0                | 0                | 13               | -                | - | -                    | -                    | -                    |                      |                      |
| 1970-1971  | As de Québec           | LAH        | 71  | 14               | 23               | 37               | 382              | 1                | 0 | 0                    | 0                    | 25                   |                      |                      |
| 1971-1972  | Robins de Richmond     | LAH        | 76  | 18               | 28               | 46               | 392              | -                | - | -                    | -                    | -                    |                      |                      |
| 1971-1972  | Flyers de Philadelphie | LNH        | 1   | 0                | 0                | 0                | 0                | -                | - | -                    | -                    | -                    |                      |                      |
| 1972-1973  | Flyers de Philadelphie | LNH        | 76  | 9                | 12               | 21               | 259              | 11               | 1 | 0                    | 1                    | 51                   |                      |                      |
| 1973-1974  | Flyers de Philadelphie | LNH        | 73  | 20               | 16               | 36               | 348              | 17               | 2 | 4                    | 6                    | 139                  |                      |                      |
| 1974-1975  | Flyers de Philadelphie | LNH        | 76  | 9                | 17               | 26               | 472              | 17               | 2 | 3                    | 5                    | 83                   |                      |                      |
| 1975-1976  | Flyers de Philadelphie | LNH        | 71  | 13               | 19               | 32               | 307              | 16               | 2 | 2                    | 4                    | 90                   |                      |                      |
| 1976-1977  | Kings de Los Angeles   | LNH        | 76  | 10               | 20               | 30               | 232              | 9                | 1 | 1                    | 2                    | 45                   |                      |                      |
| 1977-1978  | Kings de Los Angeles   | LNH        | 8   | 2                | 0                | 2                | 27               | -                | - | -                    | -                    | -                    |                      |                      |
| 1977-1978  | Penguins de Pittsburgh | LNH        | 66  | 9                | 25               | 34               | 378              | -                | - | -                    | -                    | -                    |                      |                      |
| 1978-1979  | Penguins de Pittsburgh | LNH        | 47  | 4                | 9                | 13               | 157              | -                | - | -                    | -                    | -                    |                      |                      |
| 1978-1979  | Sabres de Buffalo      | LNH        | 28  | 2                | 3                | 5                | 86               | 3                | 0 | 2                    | 2                    | 4                    |                      |                      |
| 1979-1980  | Sabres de Buffalo      | LNH        | 13  | 1                | 0                | 1                | 28               | -                | - | -                    | -                    | -                    |                      |                      |
| 1979-1980  | Americans de Rochester | LAH        | 56  | 10               | 14               | 24               | 248              | 4                | 1 | 0                    | 1                    | 12                   |                      |                      |
| Totaux LNH | Totaux LNH             | Totaux LNH | 535 | 79               | 121              | 200              | 2 294            | 73               | 8 | 12                   | 20                   | 412                  |                      |                      |
| Totaux LAH | Totaux LAH             | Totaux LAH | 211 | 42               | 65               | 107              | 1 035            | 5                | 1 | 0                    | 1                    | 37                   |                      |                      |